# 馬越峠
馬越峠（まごせとうげ）は、三重県北牟婁郡紀北町と尾鷲市の境をなす峠。標高は資料によって値が異なり、325m・332m・340m・350mとされる。天狗倉山の西部を越えている。残された峠の石畳道は約2km。杉・桧が林立する森の中を幅1間半の古道が続く。峠道の頂上には西国三十三所名所図会に描かれた茶屋の跡がある。
熊野古道伊勢路の一部で、苔むした石畳が続く峠の前後は、世界遺産に登録されている。伊勢路の中では2番目に観光客が多く、2012年は31,426人が訪れた。峠道の勾配はやや急であり、観光でウォーキングに訪れる場合は筋肉痛を覚悟する必要がある。地元住民にとっては歩き慣れた散歩道の感覚であり、文字通り朝飯前の散歩に通る人もいる。要するに日ごろのトレーニングがものを言うので、歩く際には自分の体力と相談するのが良い。

## 歴史
開通時期は未詳であるが、元和9年（1623年）・寛永12年（1635年）・正徳2年（1712年）とする説があり、紀州藩によって整備された。ただし、現代も見ることのできる江戸時代に整備された石畳の下には、鎌倉時代から室町時代に敷かれた石畳が眠っている。峠道は1888年（明治21年）に海岸沿いを通る車道が開通し、1916年（大正5年）には相賀トンネルと尾鷲トンネルが開通したことから利用が激減した。1934年（昭和9年）には紀勢東線も開通している。
石畳の保存状況が良かったことから、1973年（昭和48年）に尾鷲市指定文化財となる。平成16年台風第21号（2004年）が襲来した際は国道42号が崩落により通行止めとなる中で馬越峠の石畳道はびくともせず、尾鷲市からの災害ボランティアが峠を徒歩で超えて海山町（現・紀北町）へ向かったというエピソードがある。2021年（令和3年）4月8日、東京オリンピックの聖火リレーのコースの一部に選ばれ、峠の紀北町側（登り口から夜泣き地蔵前まで）を聖火ランナーが通った。三重・奈良・和歌山の3県で熊野古道はゆとりを持って歩くことを取り決めているため、峠道では走らずに歩いて聖火をつないだ。

## 峠道の名所

### 紀北町側
- 夜泣き地蔵 - 大正時代までは地蔵があった位置に天然石が置かれている[13]。本来は旅の安全を祈念するものであったが、いつしか子どもの夜泣き封じに効くという信仰が生まれた[13]。
- 石橋 - 谷川に架かる1枚岩でできた橋[13]。
- 馬越一里塚
- 可涼園桃乙句碑 - 幕末の近江国の俳人による「夜は花の 上に音あり 山の水」という句の碑が立つ[2]。

### 尾鷲市側
- 桜地蔵 - 周囲に桜の木が多くあるためこの名前が付いた[13]。別名「水飲み地蔵」[13]。
- 馬越公園 - サクラの名所であるとともに、海側の風景を眺望できる[13]。

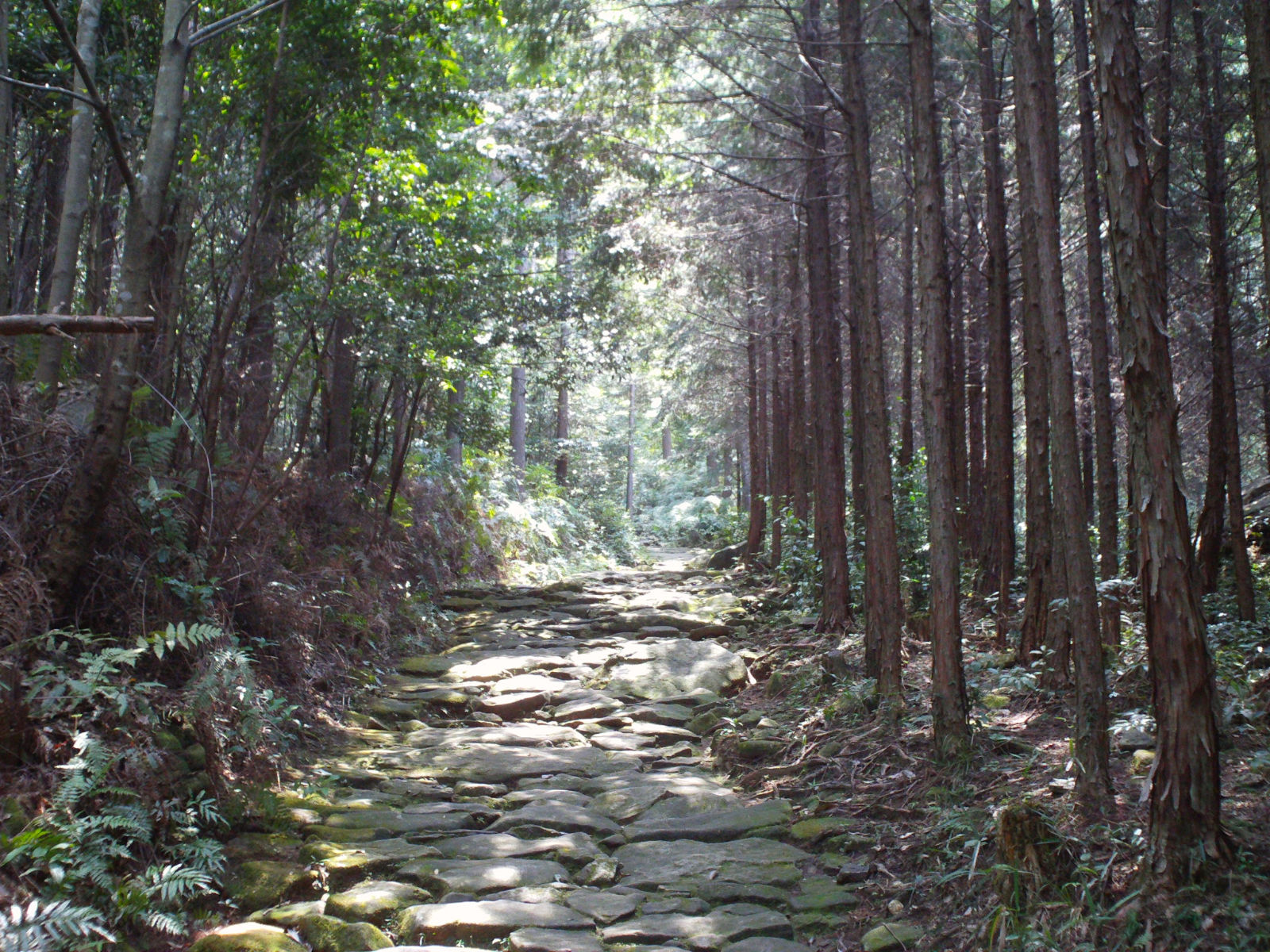
紀北町側の山道（2011年8月）
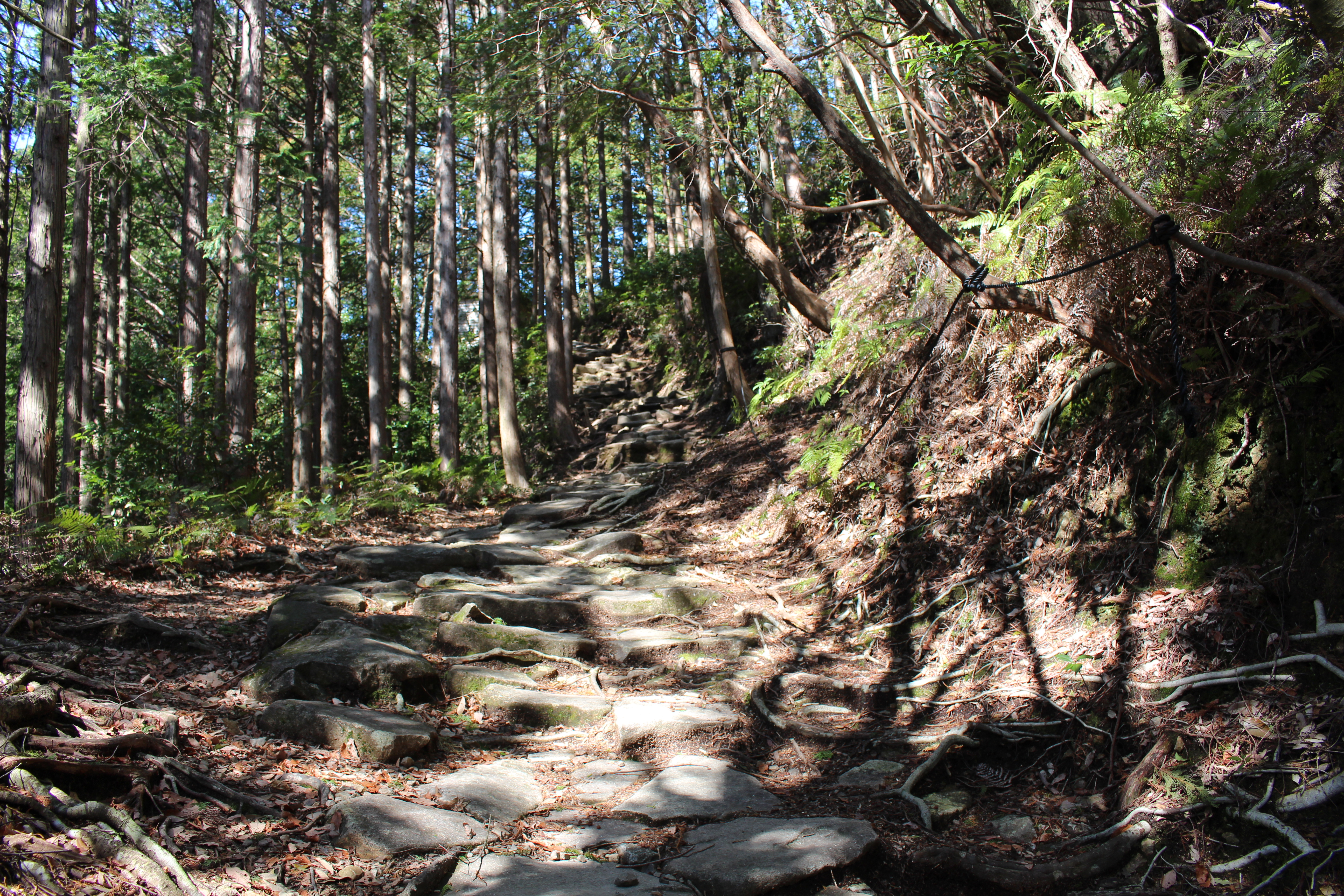
尾鷲市側の山道（2015年3月）

## 交通
鉄道でのアクセスは、北側がJR紀勢本線相賀駅、南側が同線尾鷲駅である。紀北町側の峠道の入り口（登山口）には三重交通の路線バス「鷲毛」バス停が近くにある。自動車で訪れる場合は付近に駐車場が少ないため、紀北町当局は峠の登山口から約500m離れた道の駅海山の利用を呼び掛けている。道の駅海山から馬越峠登り口まで約600m、馬越峠登り口から途中にある林道との交差まで約1km、林道との交差から馬越峠まで約500mである。
馬越峠からは稜線伝いに、天狗倉山（標高522 m）及び便石山（びんしやま、標高598.9 m）への遊歩道が開設されている。東側にある天狗倉山までは、途中の天狗岩までが約600m、天狗岩から天狗岩山までが約300mである。また、西側は約2.3km先に便石山の山頂と便石山登り口方面との分岐があり、そこから約150m上ると便石山がある。